# Boogaloo (Musikstil)
Boogaloo (auch span. Boogalú, Bugalú) ist ein Musikstil aus New York, der insbesondere zwischen 1966 und 1969 in den USA recht populär war.

## Herkunft
Der Legende nach war der Boogaloo die Schöpfung afroamerikanischer und afrokaribischer Musiker, die in Harlem in direkter Nachbarschaft lebten, zusammen feierten und ihre Rhythmen dabei mischten. In diesem Sinne war der Boogaloo eine Fusion aus Rock and Roll, Bomba und Son. Viele Musiker gaben an, vor allem vom Rhythm & Blues beeinflusst worden zu sein. Die Bezeichnung „Boogaloo“ ist dabei eine Ableitung von „Boogie-Woogie“.
Die bekanntesten Boogaloo-Musiker waren Pete Rodríguez (Pete’s Boogalu, I Like It Like That, Micaela), José Calderón (Künstlername: Joe Cuba Bang! Bang!, El Pito), Ricardo Ray (Jala, Jala y Boogaloo), Willie Bobo und Johnny Colón. Jala, Jala y Boogaloo (1967) war zugleich auch die erste LP mit der Bezeichnung „Boogaloo“ im Titel. Vorläufer des Boogaloo war 1965 El Watusi von Ray Barretto.
Es ist schwer zu sagen, was einen Jazz-Perkussionisten wie Ray Barretto oder einen Konservatoriums-Pianisten wie Ricardo Ray veranlasst haben mag, eine Musikrichtung wie den Boogaloo zu entwickeln. Möglicherweise war es der Versuch, an die große Zeit der lateinamerikanischen Tanzmusik in den 1950er Jahren anzuknüpfen und die alten Rhythmen Son, Bolero, Guaracha wieder salonfähig zu machen, der alles dominierenden anglo-amerikanischen Rock- und Popmusik einen lateinamerikanischen Kontrapunkt entgegenzusetzen und damit zugleich kommerziell erfolgreich zu sein.
Die alten Charanga-Orchester und Latin Big Bands wurden dazu erheblich reduziert: Calderón beschränkte sich mit seinem „Joe Cuba Sextet“ auf gerade einmal sechs Musiker: Gesang, Bass, Piano, Vibraphon und eine Kombination aus Timbales und Congas. Diese Rhythmus-Mischung wurde richtungsweisend für den neuen Klang des Boogaloo und darüber hinaus bis hin zur Salsa. Nach dem Vorbild des Twist, der Anfang der 1960er Jahre im Süden der USA sehr populär war, sollte der Boogaloo schnelle, gut tanzbare Rhythmen beherbergen. In seiner Anfangszeit hatte die Musik dabei oft einen experimentellen Charakter mit viel Improvisation aus dem Latin Jazz (siehe zum Beispiel Son, Cuero y Boogaloo von Ray Barretto – 1966).
Der Boogaloo wurde zum kommerziellen Erfolg einem amerikanischen Publikum vorgestellt, das mit lateinamerikanischen Rhythmen wenig vertraut war. Dazu gehörten neben dem reduzierten Rhythmus auch englischsprachige Texte. Im Lied „El pito“ von Joe Cuba gibt es zwei Refrains in Spanisch und Englisch: singt der Chor zunächst noch „Asi se goza“ ändert sich dies dann in „I’ll never go back to Georgia, I’ll never go back“. Dies war bis dahin neu; der Boogaloo wurde zunehmend in englischer Sprache gesungen. Dabei bestach er vor allem durch seinen Slang und seinen einfachen Aussagegehalt: „Push, push – Bang, Bang, bang“ und „Yeah, Yeah“ (alle von Joe Cuba).

## Entwicklung
Der Boogaloo erreichte in seiner kurzen Blütezeit eine enorme Popularität, die die Grenzen New Yorks sprengte und sogar die Karibikregionen Kolumbiens und Venezuelas erreichte (Federico y su Combo). Alle lateinamerikanischen Gruppen, auch die Salsa-Pioniere Eddie Palmieri oder die Gran Combo in Puerto Rico, hatten in dieser Zeit Boogaloo in ihrem Repertoire. Dennoch verschwand der Boogaloo 1969 nahezu vollständig und ging im Anschluss in die Salsa über (bzw. in den Latin Rock eines Carlos Santana). Die Gründe lagen vor allem in der mangelnden Identifikation seiner Zuhörer mit der Musik: Die Texte mit ihrer Lautmalerei, dem Shingaling und Jalajala, waren im Grunde doch zu banal, um jemanden wirklich ansprechen zu können. Die musikalische Besetzung, insbesondere die Rhythmus-Sektion, wurde danach im Salsa wieder ein wenig aufgestockt. Es entwickelte sich zur Musik auch kein eigener Tanzstil; Boogaloo wurde freestyle getanzt: Klassische Tanzelemente aus dem Swing mischten sich mit spontanen Improvisationen zur Musik, welche oft wie im Twist in den Boden gestampft und mit den typisch kreisenden Hüftbewegungen begleitet wurden.
1990 legte Tito Nieves den Klassiker „I like it like that“ in einer Cover-Version wieder auf, indem er das Stück mit Hip-Hop-Elementen versetzte. Den nachhaltigsten Erfolg hat der Boogaloo jedoch in Kolumbien, wo er mit seinem schnellen Rhythmus als willkommene Alternative zur Cumbia gefeiert wurde. Die Gruppe La Sonora Carruseles nahm immer mal wieder Boogaloo in ihr Programm mit auf (Heavy Salsa (1998) – Salsa Brava/Salsa con Swing (2000)) und Grupo Galé feierte ihr zehnjähriges Bestehen mit „Boogalú con Galé“.

## Weitere Begriffsentwicklung
In den siebziger Jahren entwickelte sich an der US-Westküste ein Streetdance namens Electric Boogaloo, der wenig mit dem originalen Boogaloo zu tun hat und sich unter dem Einfluss von Funkmusik und Hip-Hop-Tanz entwickelte.
Ausgehend vom weitgehend unbeachteten, 1984 erschienenen Film Breakin' 2: Electric Boogaloo entwickelte sich der Begriff Boogaloo in den USA zu einem politischen Mem in sozialen Medien und zu einer gewaltbereiten, rechtsextremen Bewegung, der so genannten Boogaloo-Bewegung.

## Ausgewählte Produktionen
- 1966: Wanted Dead or Alive (Bang! Bang! Push, Push, Push) von El Sexteto de Joe Cuba (Tico Records)
- 1966: Uno Dos Tres 1•2•3 von Willie Bobo (Verve)
- 1967: Latino con Soul von Joe Torres (World Pacific Recordings)
- 1967: I Like It Like That (A mi me gusta asi) von Pete Rodriguez (Alegre)
- 1967: Jala Jala y Boogaloo von Ricardo Ray (Alegre)
- 1967: Boogaloo Blues von Johnny Colón & Orchestra (Craft Recordings)
- 1968: Acid von Ray Barretto (Fania)
- 1968: Boogaloo en el Barrio von Bobby Quesada & His Band (Craft Recordings)
- 1968: Two Too Much von Willie Rosario & his Orchestra feat. Frank Figueroa (Craft Recordings)